# Theophil Dachtler
Theophil oder Gottlieb Dachtler (* 1553 oder 1554 in Biberach an der Riß; † nach 1630 vermutlich in Straßburg); Pseudonyme: Theophil Elychnius und Friedebertus Theophilus, war ein deutscher Jurist und Autor.

## Leben

### Kindheit und Studium
Gottlieb bzw. Theophil Dachtler war ein Sohn des Mag. Jakob Dachtler d. J. (um 1525–1598). Er wurde in Biberach geboren („Biberacensis“), wo sein Vater von 1553 bis etwa 1557 Pfarrer war. Seine Kindheit verbrachte er ab etwa 1558 in Wiesensteig in der Grafschaft Helfenstein; dort befand sich auch eine Lateinschule. 1562/63 muss Dachtler die große Hexenverfolgung miterlebt haben, bei der in der Herrschaft Wiesensteig, in der sein Vater Superintendent war, mindestens 63 Frauen und Männer als „Hexen und Unholde“ hingerichtet wurden.
Dachtler immatrikulierte sich am 22. Oktober 1568 als „Theophilus Dachtlerus, M. Jacobi Dachtleri Filius“ in Tübingen; sein Vater war zu dieser Zeit Professor für hebräische Sprache in Tübingen. Dachtler wurde am 31. März 1574 Baccalaureus und erwarb am 1. August 1576 den Magistergrad. An der juristischen Fakultät der Universität Tübingen, deren Vorlesungen er besuchte, lehrten die Professoren Anastasius Demler (1520–1591) und Johannes Hochmann (1528–1603). Dachtler war ein Schüler des Professor für Poesie und Geschichte Nicodemus Frischlin (1547–1590). Eine der Vorlesungsmitschriften Dachtlers über die „Carmina“ des Horaz hat sich erhalten. In Tübingen trug Dachtler sich 1576 in das Stammbuch von Wilhelm Friedrich Lutz (1551–1597) ein.

### Straßburg
Um 1580 ließ sich Theophil Dachtler in der Reichsstadt Straßburg nieder, 1583 heiratete er dort. Mag. Dachtler wurde Ratsconsulent und „Actuarius“ (Notar) des „Kleinen Rates“ der Stadt. Er veröffentlichte juristische Gutachten, volkswirtschaftliche Überlegungen im Genre eines Fürstenspiegels, Gedichte, satirische Schriften und antikatholische Streitschriften im Stil des „Grobianismus“, insbesondere gegen die römische Kurie und gegen die Orden der Jesuiten, Dominikaner und Franziskaner. In Anspielung auf Griechisch „τὸ ἐλλύχνιον“ = „Docht“ wählte Dachtler in seinen Veröffentlichungen als Pseudonym den Humanistennamen „Elychnius“.
In einer scharfen Satire „Relatio ex Parnasso“ wandte Dachtler sich 1618 gegen die in diesem Jahr erfolgte Umwandlung des Jesuitenkollegiums in Molsheim in eine katholische Universität für das Elsass: Am Hoflager Apolls auf dem Berg Parnass erscheint eine Jesuitendelegation aus Molsheim, um die anderen am Rhein gelegenen Universitäten (Köln, Mainz, Freiburg, Basel, Straßburg, Heidelberg) – erfolglos – zu verklagen. Diese Schrift „Relatio ex Parnasso“ von 1618 enthält viele Einzelheiten zur literarischen Geschichte des Elsasses.
Dachtler korrespondierte mit dem Basler Pfarrer Jakob Brandmüller d. Ä. († 1629), seinem Cousin aus einer ursprünglich Biberacher Familie. Er beteiligte sich an den Festschriften „Daphnis Seu Actus Caesareus“ (1616/17) für Johannes Paul Crusius (1588–1629) anlässlich dessen Dichterkrönung und „Novis Laureae“ (1619) für Mag. Johann Peter Thomas Walliser. 1620 vermittelte Dachtler die Dichterkrönung von Mag. Samuel Gloner (1598–1642) und 1623 die des Straßburger Studenten und späteren Professors für Poesie in Reval Timotheus Polus durch den Pfarrer und Hofpfalzgrafen Johann Jacob Grasser in Basel.
Aus dem Nachlass seines Amtsvorgängers Sebastian Brant sammelte Dachtler einige Epigramme, die über diese Abschrift erhalten blieben. Von Dachtler stammte auch eine Abschrift des verlorenen alten Vergichtbuchs (Buch der Geständnisse) der Stadt Straßburg von 1462 bis 1473, die zwar selbst auch verschollen, aber durch einen Auszug von Stadtarchivar Jakob Wencker (1668–1743) dokumentiert ist.
Der Straßburger Hochschullehrer Matthias Bernegger widmete Dachtler 1620 seine gegen Caspar Schoppe gerichtete pazifistische Schrift „Proaulium Tuba Pacis“. Im Britischen Museum erhalten ist eine Ausgabe von Martin Opitz, Teutsche Poemata und Aristarchus wieder die Verachtung teutscher Sprach, Straßburg 1624, die Julius Wilhelm Zincgref herausgegeben und „seinem Freund und Gönner“ Dachtler 1624 geschenkt hat.
1627 war „Dn. M. Theophilo Dachtlero, Minoris Senatus Actuar“ einer der Widmungsempfänger einer von Caspar Brülow herausgegebenen Gedichtsammlung über das Buch Jona und als „Theophilus Tachtlerus“ Widmungsempfänger einer von Wolfgang Crustehenius († vor 1627) besorgten Edition des venezianischen Senators Marcantonio Marcello (1545–1606) über die weltlichen Rechte der römischen Päpste, die posthum durch den Frankfurter Verleger Johann Beyer († 1666) herausgegeben wurde. 1629 gab Dachtler Nachrufe auf den Professor für Poesie Johannes Paul Crusius (1588–1629) und 1630 auf den Straßburger Arzt Dr. Jeremias Funck (Funccius) (* um 1570/75; † 1630) mit heraus.

## Familie
Theophil Dachtler heiratete 1583 Dorothea Knörer (* vor 1568; † vor 1607), Tochter von Ratsherr Peter Knörer († vor 1594). Ihre Kinder waren:
1. Agnes Dachtler (* 1584; † vor 1648),
2. Catharina Dachtler (* 1587; † vor 1648),
3. Dorothea Dachtler (* 1589; † vor 1603),
4. Jacobus Dachtler (* 1590; † vor 1648),
5. Anna Maria Dachtler (* 1592; † vor 1648),
6. Maria Salome Dachtler (* 1601; † vor 1648),
7. Dorothea Dachtler (1603–1672), verheiratet mit Johann Joachim II. Frantz (1598–1666), Sekretär des Rats der Fünfzehner, später Mitglied dieses Rats,[12]

In zweiter Ehe heiratete er 1607 Susanna Seupel, Tochter von Peter Seupel († 1589) und Susanna Meyer. Ihr Sohn war:
1. Theophilus Dachtler (* 1611; † vor 1648)

Das einzige überlebende Kind war die Tochter Dorothea (1603–1672), die 1621 Johann Joachim II. Franz heiratete, der zu den Straßburger „Fünfzehnern“ gehörte. Dachtlers einziger Enkelsohn war der Stadtsyndikus Dr. Johann Joachim III. Frantz (1626–1697), seit 1655 verheiratet mit Eva Barbara Zeyßolff (1640–1677). Er verfasste 1681 die Kapitulationsschrift der Stadt Straßburg. Die Enkeltochter Salome Frantz (1634–1665) heiratete 1655 den Straßburger Zeugwart und Dreizehner Christoph Jakob Mockel (1630–1704), gebürtig aus Schwäbisch Hall, einen Bruder von August Friedrich Mockel.

## Werke

### Selbstständige Monographien
- Montes Pietatis Romanenses, Das ist: Die Berg der From[m]keit oder Gottesforcht in der Statt Rom. Darinnen ein besondere Gattung Gelt in Eyl zur Notturfft auffzubringen, deren sich die Päpst zu Rom in den nechstverschinen Hundert, nemblich von 1500. biß auff das 1600. nach Christi Geburt, zu etlich underschiedlich malen gebraucht, beneben allerhand merckwürdigen umbständen beschrieben worden. Den Frommen Guthertzigen Teutschen, so wol Einer als der Andern Religion, zur Warnung und Bericht. Durch Elychnium Gottlieb. Eberhard Zetzner, Straßburg 1608.
- Leberis Iesuitica, Das ist Jesuiterischer Schlangenbalg. Darinnen gewiesen wird, in welchen Stücken die Jesuiter den alten Bettelmünchen, Predigern und Parfüssern gleich, vnd also kein newer Orden seyen, sondern nur wie ein Schlang ein newen Balg angestreifft vnd die alt Haut von sich gelegt haben, etc. Sampt Einführung allerhand andern bewährten vnd vnläugbaren Sachen, so sich darmit vergleichen vnd im Register, nach der Vorrede verzeichnet, zubefinden, verfertiget Durch M. Theophilvm Elychnivm. Johann Bringer, Frankfurt am Main 1611 (Digitalisat der Bayerischen Staatsbibliothek München)
- Affen Spiel. So die Bettel-Mönch, beeder deß Prediger und Parfüsser Ordens, mit dem Heyligen Evangelio von Christo vnserm Heyland treiben, Gezogen auß dem Dritten Theil der Historien Antonini, gewesenen Ertz-Bischoffs zu Florentz, so seines Ordens auch ein Prediger Mönch gewesen ist, Durch Theophilum Elychnium, o. O. 1613 (Digitalisat der Bayerischen Staatsbibliothek München)
- Relatio ex Parnasso. I. Ein Proceß zwischen der Newen Academi zu Mollsheim in Elsaß, eins. So dann den vbrigen Alten Academien am Rheinstrom, Andern Theils. II. Gesprech im Parnasso, vnder den Gelehrten vber dem programmate gehaltem, so der Newen Academi Sechs erster promovierten Doctorum halber außgangen. III. Examen oder verhör der Gelehrten halb auß dem Elsaß bürtig im Parnasso, durch zwen verordnete Commissarios, verhandelet vnnd beschriben. IIII. Vernerer bericht so Conradus Lycostenes von Ruffach der Herrn Commissarijs, nach obbeschribenen Examine, seinem erbieten nach vbersandt hat. V. Vngereumbde vergleichung D. Erasmi Roterodami mit D. Martin Luthren, Wie auch sein D. Luthers mit dem Papst zu Rom aber warhaffte vergleichung der Jesuiten mit den Schlangen vnd Wölffen, Cum appendicibus seu superpondijs, Durch Theophilum Elychnium. Christoph von der Heyden, Straßburg 1618 (Digitalisat der Bayerischen Staatsbibliothek München)
  - 2. Aufl. Christoph von der Heyden, Straßburg 1619
- Der Jesuiter Nebelkappe, darinnen der Jesuiter Ordens als heutiges Tags der fürnemsten Seul der Römischen Kirchen Anfang, Regul, Lehr, Thun und Leben ordentlich erzehlet vnnd vor Augen gestellet wirdt: Welcher gestalt Die Jesuiter I. Mit Päpstlicher Heiligkeit und andern hohen und nidern Praelaten, II. Mit gemeiner Priesterschafft, III. Mit dem gemeinen Volck, IV. Mit ihren Discipulen und Lehrknaben, V. Mit ihren Ordensgenossen selbsten pflegen umbzugehen. Jetzo männiglichen zur nöthigen Warnung in Truck verfertiget durch Fridebertvm Theophilvm. Johann Bringern, Frankfurt am Main 1613 urn:nbn:de:bvb:12-bsb00013616-3[20]
  - 2. Aufl. Johann Bringern, Frankfurt am Main 1614
- Newe Zeitungen Von vnterschiedlichen Orten. Das ist, Die alte Warheit mit einem newen Titul, o. O. 1619[21]
  - Warhaffte Newe Zeitungen Von vnterschiedlichen Orten und Landen. Das ist: Die alte Warheit mit eim newen Titul. Vermehrt und auch verbessert, 2. Aufl. (A). Parnassische Druckerei, o. O. [Straßburg oder Prag] 1620 (Digitalisat der Bayerischen Staatsbibliothek München)
  - Continuatio der Newen Zeitungen Von vnterschiedlichen Orten. Das ist: Die alte Warheit mit eim newen Titul. Vermehrt und auch verbessert, 2. Aufl. Parnassische Druckerei, o. O. [Straßburg oder Prag] 1620
  - Noua nova antiqua continuationis Der Newen Zeitungen Von vnterschiedlichen Orten: Das ist: Die alte Warheit mit eim newen Titul. Vermehrt und auch verbessert, 3. Aufl. Parnassische Druckerei, o. O. [Straßburg oder Prag] 1621[22] (Digitalisat der Herzog August Bibliothek Wolfenbüttel)
- Bedencken. Welchermassen ein Standt sein gefell vnnd Einkommen verbesseren mög. Darinnen Allerhand Gattungen, Gut, mittelmäßig und böß, deren sich die Oberkeiten Hoch vnd Nider Zugebrauchen pflegen, Wann sie Gelts bedörffen oder ein Vorraht samlen wöllen. Zusammen Getragen Durch Theophilum Elychnium In Straßburg. Eberhard Zetzner, Straßburg 1623 (Digitalisat der Bayerischen Staatsbibliothek München)[23]
- Von den Janizaren.[A 7] So ein Besundere gattung von Cantzley verwanten An deß Papsts zu Rom Hoff seindt, Wie auch daher Von der Cammer und Cantzley zu Rom in gemein. Ein kurtzer, aber auß der Päpst vnnd der jhrigen selbs außgangenen Büchern Wolgegründter vnwüdersprechlicher Discurs, Verfertiget Durch Theophilum Elychnium In Straßburg. Eberhard Zetzner, Straßburg 1624 (Digitalisat der Bayerischen Staatsbibliothek München)
- Discursus de statu publico ex Parnasso. Ein von nachgesetze[n] Elttern in einfalt selbst erzeugte, kein Findling noch in frembde Erbschafft angenommenes Kindt, wardt im Jahr 1624 gebohren und drauff under der Versprechung der Jungfrawen Discretion dem Priester Sophos zu tauffen vorgetragen. Parnassische Druckerei, o. O. [Straßburg oder Prag] 1625[24]

### Beiträge zu Sammelwerken
Abdruck von Beiträgen oder Mitarbeit Theophil Dachtlers in:
- Qvid officinae cum Lauro scriptoriae? …. In: Johann Thomas Obrecht[A 8] (Hrsg.): Daphnis Seu Actus Caesareus Sacratißima Sacratißimae Caesareae Maiestatis Authoritate A Iohanne Thoma Obrechto Iureconsulto Argentoratense … in Actoasi nova celebratus. Quo Johanni Paulo Crusio Argentoratensi Liberalium Artium Magistro in … Comitum, Baronum, Patrum Patriae … & Civium honoratiorum Praesentia Antiquissimum illud, dignissimum, & nunquam emoriturum Poetarum Praemium Corona Laurea Est Decreta … Anno Salutis per Christum recuperatae MDCXVI. Johann Carolus, Straßburg o. J. [1616/17] (Digitalisat der Sächsischen Landesbibliothek – Staats- und Universitätsbibliothek Dresden)
- Iberus Vniones anxius dum colligit …. In: Oseas Schadaeus: Summum Argentoratensium Templum. Das ist: Außführliche un[d] Eigendtliche Beschreibung deß viel Künstlichen, sehr Kostbaren und in aller Welt berühmten Münsters zu Straßburg. Lazarus Zetzner Erben, Straßburg 1617 (Digitalisat der Universitätsbibliothek Heidelberg)
- Scipiades bello Duri: sed Noster Amore …. In: Johann Münch[A 9]: Christliche Leichpredigt Bey der Volckreichen und Herrlichen Begängnuß Deß Weylandt Edlen Ehrnvesten und Hochgelehrten Herrn Johann Hartlieben genandt Walsporn [et]c[A 10]. beeder Rechten Doctoren unnd der Statt Straßburg Advocaten seeligen welcher Sambstags den 12. Decemb. in der Nacht seelig entschlaffen und folgenden Mittwochen den 16. Eiusdem, deß xvi C und Achtzehenden Jahrs zur Erden bestettiget worden. Johann Carolus, Straßburg 1619 (Digitalisat der Herzog August Bibliothek Wolfenbüttel)
- Omnis si dicam, nihil exclusisse videbor …. In: Novis Laureae, Philosophiae Supremae, Auspiciis, a … Matthia Berneggero … Rectore Magnifico, Clarissimo; Dn. Johanne Rudolpho Saltzmanno[A 11] … Praeclarae spei … Johanni Petro Thomae Wallisero Argentoratensi, Clarissimi, Excellentissimi Dn. Laurentii Thomae Walliseri[A 12] … Filio Collatae & decretae in publica Academiae Argentoratensis panegyri 29. Apr. Anno Chr. 1619. Gratulantur Patroni, Fautores, Cognati, Praeceptores, Amici. Nikolaus Wyriot, o. O. [Straßburg] 1619 (Digitalisat der Herzog August Bibliothek Wolfenbüttel)
- Angelici quàm fida chori fit cura …. In: Sacra Memoriae Perillustris Et Generosi Dn. Georgii Wilhelmi Seemann à Mangern[25] Liberi Baronis. Wyriot, Straßburg 1620, unpaginiert (Digitalisat der Bayerischen Staatsbibliothek München)
- Daphnis Poetica. Qua Sacrae Caesareae Maiestatis, Totiusq[ue] Romani Imperii nomine & authoritate … Dominus Johannes Jacobus Grasserus, Sacri Lateranensis Palatii, Aulaeq[ue] Caesareae & Constistorii Imperialis Comes, Eques Auratus, Civis Romanus & Poeta Laureatus Coronavit & insifnivit Samuelem Glonerum Argentoratensem … Anno … M.DC.XX. Adiectis in fine Moecenatum, Fautorum, Cognatorum & Amicorum acclamationibus. Jakob Senft, Durlach 1620
- Johann Valentin Andreae: Ehrenrici Hohenfelderi[A 13] Equitis Austrii, Flos Virtutum, viro undecumque nobilissimo Ludovico Hohenfeldero[A 14] … patri meritissimo et moestissimo adumbratus. Zetzner, Straßburg 1623
- Samuel Gloner: Novae Sacrorvm Bibliorvm figurae versibus Latinis & Germanicis expositae: Das ist Newe Biblische Figuren mit Lateinischen vnd Teutschen versen außgelegt. Christoph von der Heyden, Straßburg 1625
- Pollicitis stando Carolvs cognomine Qvintvs …. In: Johannes Sleidanus: Veri et ad nostra tempora usque continuati. Das ist Wahrhafftige Beschreibung allerley fürnemer Händel … bey Regirung … Caroli V., Ferdinand I., Maximilian II., Rudolph II. Und Matthiae I. … biß auf das 1620. Jahr …, 5 Teile in 3 Bd. Christoph von der Heyden, Straßburg 1624–1625
  - 2. Auflage (5 Teile in 1 Bd.). Christoph von der Heyden, Straßburg 1625
  - daraus wieder abgedruckt: Akrostisches Gedicht zur Devise „Plus Ultra“ auf Kaiser Karl V. (1500–1558). In: Jakob van der Heyden: Aquila Austriaca, das ist historische Beschreibung und Abbildungen aller römischen Kaiser und Könige … auß dem Hause der Graven von Habspurg. Fürst, Nürnberg 1660, S. 17[26] (Digitalisat der Herzog August Bibliothek Wolfenbüttel)
- Germanum invenias …. In: Julius Wilhelm Zincgref: Der Teutschen Scharpffsinnige kluge Sprüch, Apophthegmata genant. Josua Rihel Erben, Straßburg 1628 (Digitalisat der Herzog August Bibliothek Wolfenbüttel)
- Gottlieb Dachtler, Johann Conrad Dannhauer (Hrsg.): Suspiria Et Vota. Quae Memoriae Viri Clarißimi et Consultißimi Dn. M. Johannis Pauli Crusii, J. U. Cand. … Professoris, in felici Argentinensium Universitate ordinarij. Ex misera hac … valle … avocati … 25. Octob. … Anno Christo 1629. aetatis vero suae 41. & mens. 8. … Consecrantur à Collegis, Amicis, Discipulis. Welper, Straßburg 1629
- Gottlieb Dachtler, Isaak Habrecht (Hrsg.): Memoria Beatis Manibus Viri … Dn. Hieremiae Funckii, Medcin. Doct. Celeberrimi Et Nosodochii Argentoratensis Majoris Archiatri dexterrimi, felicissimi. Ex hac mortalitate … transvecti Calendis Maij Anno Salutis 1630. aetatis 59. Relicta A Collegis & Amicis charissimi Amici abitum acerbè lugentibus. Johann Carolus, Straßburg 1630